# Entephria bubaceki
Entephria bubaceki är en fjärilsart som beskrevs av Hans Reisser 1926. Entephria bubaceki ingår i släktet Entephria och familjen mätare. Inga underarter finns listade i Catalogue of Life.